# John Steuart Curry
John Steuart Curry, född 14 november 1897 i Jefferson County, Kansas, död 29 augusti 1946, var en amerikansk konstnär.
Bland hans kända verk kan nämnas Hogs Killing a Snake (1930) och hans litografi The Missed Leap (1934) - en mycket dramatisk bild.